# Таємна втеча Майка
Таємна втеча Майка (англ. Mike's Elopement) — американська короткометражна драма 1915 року.

## У ролях
- Гарольд Гудвін — Майк
- Віолет Вілкі — Бріджет
- Фред Барнс — Піт-циган
- Перл Шервуд — циганка